# 大井小町
大井 小町（おおい こまち、1948年（昭和23年）11月7日 - ）は、日本の女優。

## 出演
映画
- 看護婦のオヤジがんばる（1980年5月10日、独立映画センター） - 患者A
- 野菊の墓（1981年8月8日、東映） - お浜
- ハイティーン・ブギ（1982年8月7日、東宝） - 看護婦

テレビドラマ
- 黒帯風雲録 柔（1972年4月1日 - 9月16日、日本テレビ/ユニオン映画）
- 飛び出せ!青春 第22話「飛び込もう青春の海へ!」（1972年9月3日、日本テレビ/東宝 ）
- パパと呼ばないで 第7話「性教育騒動!」（1972年11月15日、日本テレビ/ユニオン映画）
- 水戸黄門（TBS/C.A.L）
  - 第4部 第1話「旅立ちの歌」（1973年1月22日） - 浪路の妹
  - 第5部 第7話「盗まれた路用金」（1974年5月13日） - 八尾の旅籠の娘
  - 第7部 第31話「助さん格さん子守唄 ‐渋川‐」（1976年12月20日） - 女木こり
  - 第8部 第21話「黄門さまも人の親 -高松-」（1977年12月5日） - 百姓娘
- キカイダー01 第13話「怪談 妖怪ロクロ首の挑戦!!」（1973年8月4日、NET/東映） - モデル
- ケンにいちゃん  (1974年3月7日 - 1975年2月27日、TBS /国際放映） - デカパン(ウエイトレス)
- 傷だらけの天使 第6話「草原に黒い十字架を」（1974年11月9日、日本テレビ/東宝/渡辺企画）
- 日本沈没（1974年10月6日 - 1975年3月30日、東宝映像 /TBS） - 山川ノブ子（木下外科の看護婦）
- おそば屋ケンちゃん  (1975年3月6日 - 1976年2月26日、TBS /国際放映） - デカパン(ウエイトレス)
- 正義のシンボル コンドールマン（1975年3月31日 - 1975年9月22日、NET/TTP） - マダム・バーベQ
- 痛快!河内山宗俊 第9話「罠にはまった中仙道」（1975年12月1日、フジテレビ/勝プロダクション）
- 太陽にほえろ! 第205話「ジョーズ探偵の悲しい事件簿」（1976年6月18日、日本テレビ/東宝 ）
- 白い秘密（1976年10月1日 - 1977年4月1日、TBS/松竹） - 節子 「BOUTIQUE 青い鳥」の従業員 愛称 せっちゃん
- 土曜ワイド劇場（テレビ朝日）
  - 幽霊列車 (1978年1月14日、大映映像/俳優座映画放送)  - 湯けむり荘女中・ミワ
  - はみだし弁護士・巽志郎 第6作（2002年8月17日、朝日放送/東阪企画） - 食堂の従業員
- 日曜恐怖シリーズ「首無し島」 (1978年8月20日、関西テレビ/三船プロダクション)
- 宴のあと (1978年10月29日、NHK)
- 西遊記 第13話「恋地獄 なめくじ妖怪」（1978年11月27日、日本テレビ/国際放映） - なめくじ妖怪の妻
- 亭主の家出 第9話「帰って来た亭主」（1978年12月24日、九州朝日放送/テレパック） - 介添人
- 熱中時代 第22話「お雛さまとさびしい宇宙人」（1979年3月2日、日本テレビ） - 煮込み屋の女主人
- バトルフィーバーJ 第13話「金の卵と目玉焼き」（1979年4月28日、テレビ朝日/東映） - 鈴本八重子
- 俺はあばれはっちゃく 第30話「毎度おさわがせマルヒ作戦」（1979年9月8日、テレビ朝日/国際放映） - 一郎の母ちゃん
- 桃太郎侍（日本テレビ/東映）
  - 第168話「よろず心配ごと指南」（1980年1月6日） - おたね
  - 第202話「大江戸翔んでる女たち」（1980年8月31日）
- 噂の刑事トミーとマツ 第37話「トミマツの ダンシングオールナイト」（1980年7月30日、TBS/大映テレビ） - 孫七の妻 役
- 男!あばれはっちゃく 第36話「ご対面プレゼントマルヒ作戦」（1980年11月29日、テレビ朝日/国際放映）
- 土曜ナナハン学園危機一髪「落ちこぼれというけれど…」（欠番、フジテレビ/テレパック）
- Gメン'75 第337話 「荒れる中学生 終電車殺人事件」（1981年11月21日、TBS/東映） - 小料理店の女将（おかめ）
- おてんば宇宙人 第7話「みんなでシェイプ・アップ！」（1981年11月25日、日本テレビ/国際放映）
- 火曜サスペンス劇場「花氷-野望の果て-」（1982年3月30日、日本テレビ）
- ロボット8ちゃん 第36話「ぶりっ子、さぼっ子、アイラブユー」（1982年6月6日、フジテレビ/東映）
- ハウスこども傑作劇場「ボクは小さなカメラマン」（1982年11月30日、テレビ朝日/東映）
- 事件記者チャボ! 第1話「チャボが大騒ぎでやってきた」（1983年11月5日、日本テレビ/ユニオン映画） - 弘江
- ザ・サスペンス「遠野殺人事件」（1983年12月10日、TBS/東京映画新社）
- 宇宙刑事シャイダー 第6話「不思議料理の逆襲」（1984年4月13日、テレビ朝日/東映） - シゲルの母
- 金曜ドラマ くれない族の反乱 第6話「男と女」（1984年5月11日、TBS）
- 私鉄沿線97分署 第12話「ブタとお経とドクトルと…」（1985年1月13日、テレビ朝日/国際放映）
- ペットントン 第23話「ママを倒せ!パパは強いぞ」（1984年3月18日、フジテレビ/東映） - 山中ママ
- ただいま絶好調! 第２話「紙芝居ロック一座」（1985年4月23日、テレビ朝日/石原プロモーション）
- 勝手に!カミタマン 第13話「爆発ゲートボール軍団」（1985年6月30日、フジテレビ/東映）
- うちの子にかぎって… 第２期 第10話「エリマキトカゲはどこへ行った?」（1985年7月5日、TBS） - 手塚奈緒子
- 早春物語（1986年5月23日 - 7月18日、TBS/木下プロダクション）
- 長七郎江戸日記 第109話「黒髪情話」（1986年10月14日、日本テレビ/ユニオン映画/六本木オフィス） - おとら
- 銭形平次（日本テレビ/ユニオン映画）
  - 第2話「涙は無用・忍術父娘」（1987年1月20日）
  - 第15話「鯉のぼり、舞った」（1987年5月5日）
- ベイシティ刑事 第14話「身替わり殺人・炎の中に消えた女」（1988年1月13日、テレビ朝日/東映）
- 世にも奇妙な物語 第3シリーズ 「ハイヌーン」（1992年6月11日、フジテレビ/セントラルアーツ）
- 素晴らしきかな人生 第4話「女がこの世を狂わす」（1993年7月22日、フジテレビ）
- カミさんの悪口 第6話「男子厨房に入れ」（1993年11月21日、TBS）
- アリよさらば 第1話「初登校」（1994年4月15日、TBS）
- 連続テレビ小説「春よ、来い」 第二部 第152話（1995年4月3日、NHK）
- 西新宿俳句おばさん事件簿 第3作 （1995年6月26日、TBS/東阪企画） - 林（家政婦）
- 未成年 第4話「汚ねェ大人になるように」（1995年11月3日、TBS）
- 超力戦隊オーレンジャー 第39話、第40話（1995年12月８・15日、テレビ朝日/東映） - 正一の母ちゃん
- 3年B組金八先生 第4シリーズ（1995年10月12日 - 1996年3月28日、TBS） - 佐藤節子（由紀子の母） 役
- 冠婚葬祭部長 第2話「竜平、誘惑される!」（1996年1月14日、TBS）
- 風の刑事・東京発! 第17話「醜聞を恐れる男妻の犯罪!?」（1996年2月28日、テレビ朝日/東映）
- 金曜エンタテイメント「刑事で悪いかII」（1997年、フジテレビ/CUC）
- メロディ 第8話「サチコの肩たたき」（1997年2月23日、TBS/KANOX）
- おばさんデカ 桜乙女の事件帖 第5作（1997年3月28日、フジテレビ/オセロット）
- 電磁戦隊メガレンジャー 第23話、第29話（1997年7月27日・9月7日、テレビ朝日/東映） -  伊達健太（メガレッド）の母親

## レコード
- 「デブは美しい」作詞：みなみらんぼう、作曲：小林亜星、編曲：馬飼野俊一（1979年、ポリドール・レコード）